# Cinco Olivas (kommunhuvudort)
Cinco Olivas är en kommunhuvudort i Spanien.   Den ligger i provinsen Provincia de Zaragoza och regionen Aragonien, i den östra delen av landet, 300 km öster om huvudstaden Madrid. Cinco Olivas ligger 159 meter över havet och antalet invånare är 122.
Terrängen runt Cinco Olivas är platt åt nordväst, men åt sydost är den kuperad. Cinco Olivas ligger nere i en dal. Runt Cinco Olivas är det mycket glesbefolkat, med 3 invånare per kvadratkilometer. Närmaste större samhälle är Sástago, 2,6 km sydost om Cinco Olivas. Trakten runt Cinco Olivas består till största delen av jordbruksmark.